# Rontal (Tirol)
Das Rontal oder Rohntal ist ein Seitental des Rißtals im Karwendel. Es verläuft in etwa von West nach Ost zwischen dem Bergrücken, der sich von Rappenklammspitze bis zum Ronberg im Norden erstreckt, und dem Torkopf im Süden. 
Am Talschluss des Rontalbodens erhebt sich die Nördliche Karwendelkette, die mit der Östlichen Karwendelspitze eine Höhe von mehr als 1000 m über dem Talschluss erreicht. Am Rontalboden befindet sich die unbewirtschaftete Rontalalm. Es gibt keine einfachen Übergänge zu bewirtschafteten Hütten oder Unterkünften. Das Tal ist für den öffentlichen Verkehr gesperrt. Bekannte Schnee- und Skitouren führen über die Torscharte und zum Hochalplkopf.